# Stéphanie Denino
Stéphanie Denino (née le 6 juillet 1987 à Montréal dans la province de Québec au Canada) est une joueuse canadienne de hockey sur glace.

## Carrière en club
Denino commence à jouer au sport de la ringuette à l'âge de neuf ans. Elle se convertit au hockey féminin l'année suivante. Elle joue deux saisons (2004 à 2006) avec les Blues du Collège Dawson dans la Ligue de hockey féminin collégial AA. À sa première saison collégiale, elle marque 4 buts et 8 passes pour 12 points en 16 matchs. Elle est nommée assistant capitaine au début de sa deuxième saison. Elle marque alors 3 buts et 10 passes pour un total de 13 points en 17 matchs

### NCAA
Au niveau universitaire, elle évolue quatre saisons (de 2006 à 2010) pour les Tigers de l'Université Princeton dans la conférence ECAC Hockey. En 2008-2009, elle est nommée assistant- capitaine de son équipe. Lors de sa dernière saison avec les Tigers, Denino est capitaine et reçoit le trophée Patty Kazmaier.
| Saison NCAA | Équipe    | Matchs joués | Buts | Passes | Points | Punitions - minutes | 2006-2007 | Princeton | 31 | 2 | 1 | 3 | 9-18 |
| 2007-2008   | Princeton | 32           | 1    | 3      | 4      | 24-48               |           |           |    |   |   |   |      |
| 2008-2009   | Princeton | 31           | 2    | 10     | 12     | 11-22               |           |           |    |   |   |   |      |
| 2009-2010   | Princeton | 29           | 1    | 7      | 8      | 11-22               |           |           |    |   |   |   |      |

Source

### LCHF
En 2010-2011, elle se joint aux Stars de Montréal dans la Ligue canadienne de hockey féminin (LCHF). Elle participe à la conquête du championnat de ligue et de la Coupe Clarkson.  Considérée comme l'une des meilleures patineuses des Stars, Denino tient la ligne défensive. Elle est une défenseure très mobile.
| Saison    | Équipe            | Matchs joués | Buts | Passes | Points | Punitions |
| 2010-2011 | Stars de Montréal | 27           | 1    | 3      | 4      | 16        |
| 2011-2012 | Stars de Montréal | 25           | 3    | 11     | 14     | 16        |

Source,

## Sélection Québec
En 2005, Denino évolue sur l'équipe du Québec et remporte la médaille d'argent au Défi de hockey Féminin des moins de 18 ans organisé par Hockey Canada,.

## Honneurs et distinctions individuelles
- 2 fois Championne de la Coupe Clarkson (2011 et 2012)
- 2 championnats de saison régulière dans la LCHF (2010-2011 et 2011-12)
- Titulaire du Trophée Patty Kazmaier (2010) dans la NCAA
- Élue sur le ECAC All-Academic Team en 2008-09
- Choisie recrue de l'année 2006 à Princeton (élue par ses pairs et les entraîneurs)